# Taraxacum hyberniforme
Taraxacum hyberniforme — вид квіткових рослин з підродини цикорієвих (Cichorioideae).

## Поширення
Україна — Крим, Туреччина (Анатолія, європейська Туреччина).

## Біоморфологічна характеристика
Це багаторічна рослина. Належить до Taraxacum sect. Scariosa. Сім'янка має червонувате забарвлення.